# 赫拉克利翁

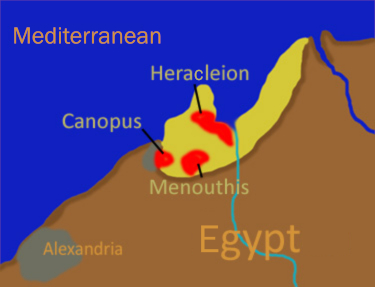
赫拉克利翁（Heracleion）位置

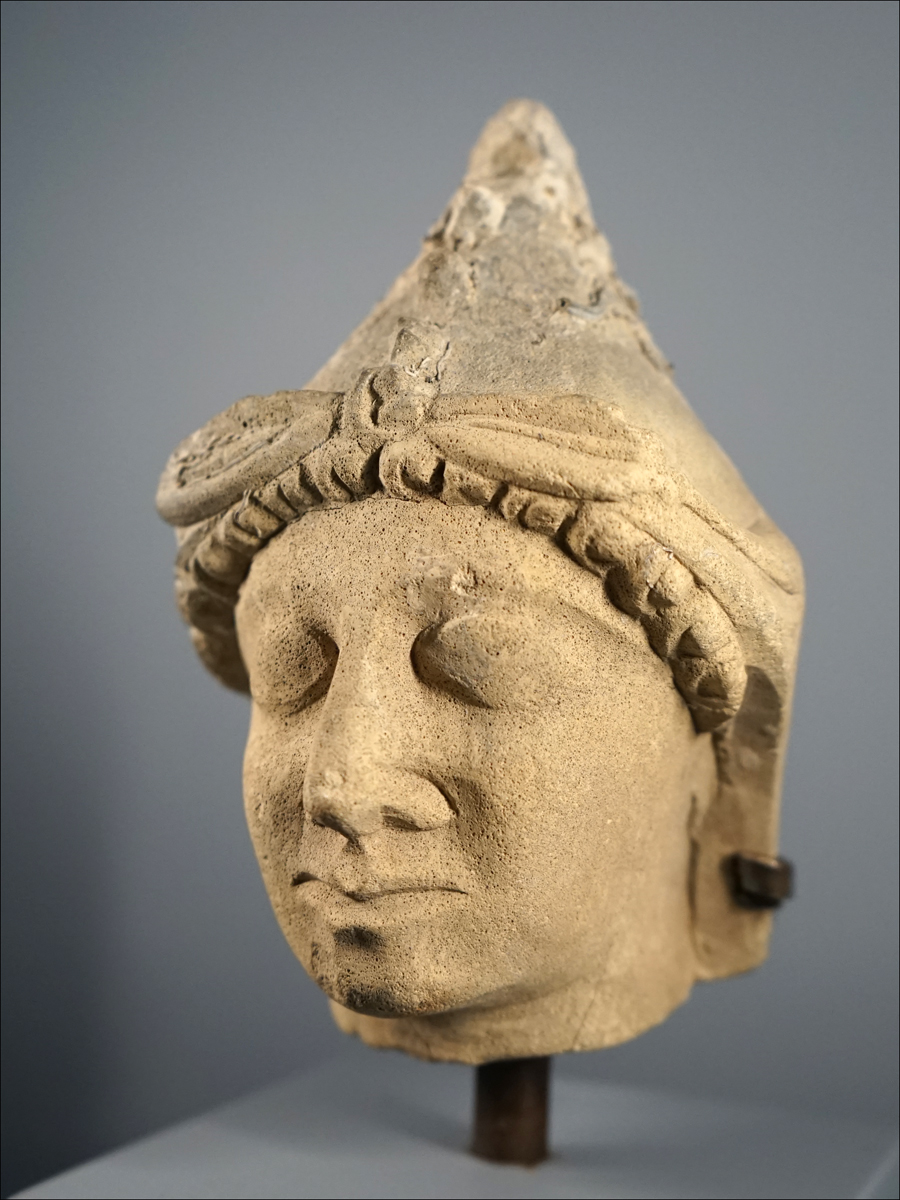
弗蘭克·戈迪奧團隊在赫拉克利翁發現的石灰石雕像，現存於亞歷山大海事博物館（IEASM）。

赫拉克利翁是尼罗河三角洲附近的一座古埃及城市，位于今埃及亚历山大港东北32公里处，遗迹位于阿布基尔湾离岸2.5公里水下10米，是古希腊人在埃及建立的城市，历史可追溯至公元前12世纪，与瑙克拉提斯为姊妹城市。
赫拉克利翁遺址是考古學家弗蘭克·戈迪奧 (Franck Goddio) 團隊在尋找沉沒戰船時無意中發現的。